# More Than Words (EP)
More Than Words es un extended play de la boy band Menudo, lanzado el 18 de diciembre de 2007 por el sello discográfico Epic. El compact disc (CD) se vendió exclusivamente en las tiendas de Target en los Estados Unidos. Este lanzamiento marcó el regreso de la banda con una nueva formación, compuesta por Carlos, Chris, Emmanuel, José y Monti, quienes fueron seleccionados a través del reality show Making Menudo de MTV. El programa reunió a 15 finalistas que compitieron por un lugar en la nueva versión del grupo, de los cuales cinco fueron elegidos para grabar un nuevo álbum.
Después de ser seleccionados, los integrantes del grupo grabaron cerca de cuarenta canciones. El EP cuenta con cuatro pistas y fue el primer lanzamiento oficial de la nueva formación de Menudo. Como parte de la promoción, el quinteto participó en diversos programas de televisión y en eventos promocionales, interpretando algunas de las canciones y preparándose para el lanzamiento del álbum completo, que estaba previsto para la primavera de 2008.
Mario Tarradell, del periódico The Press Democrat, escribió una reseña crítica favorable sobre el EP, en la que lo describió como un "aperitivo" para generar expectativas sobre el álbum completo. Destacó que el estilo de las canciones es pop-R&B y agregó que el sonido del grupo está altamente producido, es instantáneamente pegadizo y dirigido a un público amplio. Además, mencionó que Menudo intenta atraer a seguidores de artistas como Fergie, Rihanna y Chris Brown, pero que la nacionalidad y el perfil de sus integrantes mantienen su base de fans más fuerte entre el público joven latino.

## Lista de canciones
| N.º | Título                        | Escritor(es)                    | Duración |  |
| 1.  | «More Than Words (A E I O U)» | Danja                           | 3:41     |  |
| 2.  | «Más que amor (A E I O U)»    |                                 | 3:41     |  |
| 3.  | «Move»                        | Cotrell Qualls, Jamie Newman    | 3:31     |  |
| 4.  | «This Christmas»              | Donny Hathaway, Nadine McKinnor | 3:02     |  |